# Lijiawan
Lijiawan est une localité de la préfecture de Zunyi dans la province du Guizhou en Chine. Lijiawan compte environ 34 340 habitants.
Selon la Laogai Research Foundation, une mine de charbon y serait utilisée comme laogai (« camp de rééducation par le travail »).